# Campeonato Mundial de Halterofilismo de 1946
O 25º Campeonato Mundial de Halterofilismo foi realizado em Paris, na França entre 18 e 19 de outubro de 1946. Participaram 79 halterofilistas de 13 nacionalidades. 

## Medalhistas
| Evento                | Ouro                              | Ouro     | Prata                               | Prata    | Bronze                            | Bronze   |
| --------------------- | --------------------------------- | -------- | ----------------------------------- | -------- | --------------------------------- | -------- |
| Pena (60 kg)          | Arvid Andersson · Suécia          | 320,0 kg | Mahmoud Fayad · Egito               | 317,5 kg | Moisey Kasyanik · União Soviética | 310,0 kg |
| Leve (67,5 kg)        | Stanley Stanczyk · Estados Unidos | 367,5 kg | Vladimir Svetilko · União Soviética | 347,5 kg | Georgi Popov · União Soviética    | 335,0 kg |
| Médio (75 kg)         | Khadr El-Touni · Egito            | 377,5 kg | John Terpak · Estados Unidos        | 375,0 kg | Frank Spellman · Estados Unidos   | 372,5 kg |
| Meio-pesado (82,5 kg) | Grigory Novak · União Soviética   | 425,0 kg | Frank Kay · Estados Unidos          | 390,0 kg | Henri Ferrari · França            | 390,0 kg |
| Pesado (+ 82,5 kg)    | John Davis · Estados Unidos       | 435,0 kg | Yakov Kutsenko · União Soviética    | 415,0 kg | Mohamed Geisa · Egito             | 395,0 kg |

## Quadro de medalhas
| Ordem | País            | Medalha de ouro | Medalha de prata | Medalha de bronze | Total |
| ----- | --------------- | --------------- | ---------------- | ----------------- | ----- |
| 1     | Estados Unidos  | 2               | 2                | 1                 | 5     |
| 2     | União Soviética | 1               | 2                | 2                 | 5     |
| 3     | Egito           | 1               | 1                | 1                 | 3     |
| 4     | Suécia          | 1               | 0                | 0                 | 1     |
| 5     | França          | 0               | 0                | 1                 | 1     |
| Total | Total           | 5               | 5                | 5                 | 15    |